# Church Boys United
El Church Boys United es un equipo de fútbol de Nepal que juega en la Liga de Fútbol de Nepal, la primera división nacional.

## Historia
Fue fundado en el año 2009 en la ciudad de Lalitpur, Nepal con el nombre Church Boys FC donde en sus inicios solo jugaban competiciones locales. En 2019 clasificó por primera vez a una competición nacional cuando accedió a la Liga de Fútbol de Nepal C, donde luego logró dos ascensos consecutivos que lo llevaron a jugar por primera vez en la Liga de Fútbol de Nepal para la temporada 2023.
En esa temporada fue el campeón por primera vez, y también ganó la Simara Gold Cup luego de vencer en la final al Himalayan Sherpa Club.

## Palmarés
- Martyr's Memorial A-Division League (1): 2023
- Martyr's Memorial B-Division League (1): 2022
- Martyr's Memorial C-Division League (1): 2021
- Simara Gold Cup (1): 2023[6]

## Participación en competiciones de la AFC
| Temporada | Torneo                 | Ronda   | Club    | Casa | Visita | Global |
| --------- | ---------------------- | ------- | ------- | ---- | ------ | ------ |
| 2024/25   | Liga Desafío de la AFC | Playoff | Paro FC | 1-2  | No     | 1-2    |